# Széchényi Lajos (mecénás)
Sárvári és felsővidéki gróf Széchényi Lajos (Szül: Mária Alajos Dániel Ferenc Ignác Vince) (Horpács, 1781. november 6. – Bécs, 1855. február 7.) császári és királyi kamarás és valóságos belső titkos tanácsos, nagybirtokos, Széchenyi Istvánnak, a legnagyobb magyarnak a testvérbátyja.

## Családja és származása
A főnemesi származású sárvár-felsővidéki gróf Széchényi család sarja. Széchényi Ferenc gróf, a Magyar Nemzeti Múzeum alapítója és gróf Festetics Julianna fia. Az apai nagyszülei sárvár-felsővidéki gróf Széchényi Zsigmond (1720–1769) huszárkapitány, császári és király kamarás, nagybirtokos, valamint ciráki és dénesfalvi gróf Cziráky Mária (1724–1787) voltak. Az anyai nagyszülei tolnai gróf Festetics Pál (1722–1782), nagybirtokos, és nagybossányi gróf Bossányi Julianna (1734–1805) voltak. Széchényi Lajos grófnak az öccse Széchenyi István gróf, „a legnagyobb magyar”. Széchenyi Lajos gróf Széchényi Imre grófnak (1858–1905) a nagyapja volt. 

### Házasságai és leszármazottjai
Első neje gróf Clam-Gallas Alojzia (*Prága, 1778. július 9.–Horpács, 1822. július 19.), akitől született:
- gróf Széchényi János (*Sopron, 1802. június 3.–Sopron, 1874. február 24.). Neje: monyorókeréki és monoszlói gróf Erdődy Ágota (*1808. április 7.–1882. március 22.)
- gróf Széchényi Mária Júlia (*Sopron, 1804. január 5.–Pest, 1863. március 26.). Férje: zicsi és vásonkeői gróf Zichy László (*Pozsony, 1799. augusztus 11.–Pest, 1868. január 9.)
- gróf Széchényi Alojzia (*Sopron, 1807. –Bécs, 1842. március 3.). Férje: gróf von Wurmbrand-Stuppach Ferdinánd (*Bécs, 1807. október 15.–Ischl, 1886. május 25.)
- gróf Széchényi Júlia (*1809. május 16.–Bécs, 1885. november 9.). Férje: Joseph Martin esquire Parry-Waltham
- gróf Széchényi Károly (*Sopron, 1812. május 17.–Bécs, 1842. november 25.). Nőtlen.
- gróf Széchényi Béla (*Buda, 1814. március 7.–Buda, 1815. április 23.)
- gróf Széchényi Zsófia (*Bécs, 1820. május 7.–Bécs, 1840. március 6.)

Első felesége halála után Széchenyi Lajos gróf 1824. március 18-án Bécsben, elvette gróf Wurmbrand Franciska (Bécs, 1797. január 21.–Bécs, 1873. május 7.) kisasszonyt, akitől született:
- gróf Széchényi Imre (Bécs, 1825. február 15. – Budapest, 1898. március 11.) magyar országgyűlési képviselő, főrend, diplomata és zeneszerző. Neje: nagymihályi és sztárai gróf Sztáray Alexandrina (Tarna, 1843. január 12.–Budapest, 1914. december 30.).
- gróf Széchenyi Dénes (Horpács, 1828. november 28. – Gutenstein, 1892. szeptember 28.) jogi doktor, a főrendiház tagja, sportlovas, nagybirtokos. Neje: gróf Hoyos Mária (*Brno, 1838. február 3.–Sárpentele, 1926. július 27.)

## Élete
Gyermekkorát Bécsben, Kőszegen, Horpácson és Nagycenken töltötte. 14 évesen Prágában ismerte meg Clam-Gallas Alojziát, akit 1800 decemberében Prágában eljegyzett, és 1801. május 16-án Prágában feleségül vett. Jogot végzett és letette az ügyvédi vizsgát. 1803-ban Kőszegen lett királyi biztos. Rész vett a Napóleon elleni nemesi felkelésben, 1811-ben a bécsi kamara tanácsosa lett. 33 éves korában apjával és két fiútestvérével osztályos egyezséget kötött, és sorshúzással döntöttek az apjuk alapította három hitbizomány elosztásáról. Lajos mintegy 67 ezer katasztrális hold földre tett szert, majd ezután lemondott a bécsi kamarai tisztségéről és birtokára vonult. Miután édesanya elhunyt, 1824-ben megörökölte a nagydorogi uradalmat, ami, 8820 katasztrális holdat tett ki. Az 1830-as évek elejéig 32 ezer katasztrális holdat vásárolt még, s összesen 107 ezernél is több katasztrális hold volt ekkor a tulajdonában. Első feleségével között házasságukból két gyermek született, majd 1822-ben Lajos megözvegyült, így később újranősült, Bécsben, 1824. március 18-án feleségül vette Wurmbrand-Stuppach Franciskát. Az Országos Széchényi Könyvtár gyarapítására 10 000 forintos alapítványt tett.

## Munkái
- Külömbféle ájtatos énekek. Verschiedene fromme Lieder. Sopron, 1840 (névtelenül 1826-30. Horpácson, »melyek Uo. 1820-40 közt az urasági kastélyban énekeltettek»; a magyar nemzeti múzeumi példányon följegyzés)
- Figyelmeztetés korszakunkra. Angolbul ford. részint írta -ché-. Lipcse, 1844
- Kénytelen vélemény vadász tervényeinkről. Bécs, 1848